# Artur Fischer
Artur Fischer (Tumlingen, 31 dicembre 1919 – Waldachtal, 27 gennaio 2016) è stato un imprenditore e inventore tedesco.
Primogenito di un sarto, è stato carpentiere, oltre ad essere il fondatore della Fischerwerke e inventore nei più svariati ambiti, come il sistema fischertechnik.

## Biografia
Artur Fischer ha registrato circa 1121 brevetti, risultando uno dei più prolifici inventori del mondo. In Germania ha registrato 570 brevetti. È al pari di inventori come Thomas Alva Edison. Tra le invenzioni va ricordato nel 1958 i sistemi di fissaggio (tassello) in poliammide, il "fischertechnik“" in scatola di montaggio e il sistema di flash sincrono per macchine fotografiche (1949).
Sviluppò sistemi nuovi di fissaggio per le fratture. Un sistema di utilizzo della fecola di patate per la produzione di giocattoli, fischer TiP. Fischer fu influenzato positivamente dalla vita di Max Eyth, ingegnere tedesco.
Nel 1948 fondò la Fischerwerke GmbH & Co. KG, successivamente presieduta da figlio Klaus Fischer.
Nel 1990 Artur Fischer ricevette il Werner-von-Siemens-Ring. Dal 2001 viene rilasciato il premio „Artur Fischer Erfinderpreis“ dalla fondazione di famiglia e dal Baden-Württemberg Stiftung. Con un capitale di 711.000 euro viene suddiviso per le scienze, la ricerca e istruzione. Ogni due anni il premio Artur Fischer Erfinderpreis Baden-Württemberg viene assegnato.
Nel 1999 la figlia Margot Fischer-Weber ha accusato il padre di averla circuita rispetto alla proprietà aziendale, creando un procedimento giudiziario ancora aperto. Artur Fischer citò in giudizio la figlia che venne censurata dal tribunale.

## Onorificenze
- 1986: Dieselmedaille
- 2009: Deutscher Gründerpreis, Categoria Lebenswerk

## Filmografia
- Wer sucht, erfindet. Documentario sulla famiglia Fischer, Germania, 2001/2002, 90 min., Regia: Sabine Willmann, „Junger Dokumentarfilm“, in coproduzione con SWR, Produzione: floff pictures GmbH
- Ein Leben als "Aufgabenlöser". Erfinder Artur Fischer wird 90. Documentario, Germania, 2009, 25 min., Regia: David Globig, Produzione: Bayern 2, Trasmissione:22 dicembre 2009, Inhaltsangabe[collegamento interrotto] von Bayern 2
- Artur Fischer - Der Dübelkönig aus dem Schwarzwald. (Titolo alternativo: Der Dübelkönig - Artur Fischer.) Documentario, Germania, 2010, 45 min., Regia: Hanspeter Michel, Produzione: SWR, http://www.swr.de/tv/-/id=2798/nid=2798/did=6196892/59p4rr/[collegamento interrotto] Trasmissione:8 aprile 2010, Inhaltsangabe von 3sat